# Бунгамати
Бунгамати (непальск. बुङमती) — деревня в Непале, расположенная в Катмандинской долине на расстоянии 6 км к югу от Лалитпура, и 11 км к югу от Катманду, неподалёку от деревни Хокана. Согласно переписи 1991 года, население Бунгамати составляло 4813 человек, проживавших в 886 домах.
В прошлом — неварский город с богатой историей и культурной традицией.
Наиболее примечательна центральная площадь с храмом Махешвар и многими старыми архитектурными сооружениями.